# オトナマイト・ダンディー
「オトナマイト・ダンディー」は、怒髪天のスタジオ・アルバムである。シングルとしてリリースされているのはオトナノススメとド真ん中節の2曲。

## 収録曲
1. オトナノススメ
2. ヤケっぱち数え歌
3. ド真ん中節
4. オレとオマエ
5. 俺ときどき…
6. 武蔵野流星号
7. 悪心13
8. ふわふわ
9. アフター5ジャングル
10. 我が逃走